# 粟田氏
粟田氏（あわたうじ）は、「粟田」を氏の名とする氏族。

## 概要
『記紀』や『新撰姓氏録』右京皇別には、「粟田朝臣、大春日朝臣同祖、天足彦国押人命之後也」とあり、山城国皇別によると「天足彦国押人命三世孫彦国葺命之後也」と伝えられている皇別氏族で、 和珥氏系統の氏族である。『古事記』の孝昭天皇の記述によると、
とあり、これは以下のように、『日本書紀』巻第二十九の、八色の姓で朝臣の姓を与えられた氏族の順番とある程度一致する。
姓は臣であったが、前述のように684年（天武天皇13年）の「八色の姓」の制定にともない、「朝臣」姓を与えられた。
粟田氏は、和珥氏同族の集住する大和国の添上郡(奈良市東部)や、和名類聚抄によると、山城国愛宕郡上粟田・下粟田（現在の京都市東山区粟田口）を本拠地としたと思われる。「粟田」という氏の名称は、「粟田郷」の地名にもとづいている。
遣唐使と共に入唐した学問僧として知られる孝徳天皇の時の道観（粟田真人）や天智天皇の時の智蔵が粟田氏の出身で、このほか、推古天皇の信認も厚く、舒明天皇の葬儀で「誄」（しのびごと）を読んだ粟田細目、大宝律令の制定に参加し執節使として唐に派遣された粟田真人、淳仁天皇の妃で、藤原仲麻呂の長男、藤原真従の元妻でもあった粟田諸姉などが知られている。和銅7年（714）に迎新羅使副将軍として粟田人（必登）、天平2年（730）に漢語の教授を命じられた粟田馬養、問新羅使に任じられた粟田道麻呂など、主として学問や外交で活躍した人物を輩出しており、遣唐使の人員にも粟田氏は承和5年（838年）の回まで確認される。
さらに、『続日本紀』によると、近江国坂田郡の粟田臣乙瀬（あわた の おみ おとせ）、真瀬（ませ）、斐太人（ひだびと）、池守（いけもり）の4人に朝臣の姓が与えられている。渡来人系統の粟田氏には忌寸・直姓のものも存在する。

平安時代初期には、近江国滋賀郡小野神社が氏神であった。これは以下のような事情による。
『続日本後紀』によると、834年（承和元年）に小野氏は勅命により、五位以上のものが春秋2期の祭礼の際に許可の官符を持たずに近江国滋賀郡にある氏神社へ往来することが認められていたが、837年（承和4年）には、これが大春日氏・布留氏・粟田氏の五位以上のものに拡大され、同じく春秋の祭礼に太政官符を持たずに向かうことが許された。逆に言えばこの頃以降、これらの族の中心が小野氏であった・小野氏に移ったことが推定される。
10世紀以降の粟田氏の叙爵者は確認できない。